# Cevico de la Torre (kommunhuvudort)
Cevico de la Torre är en kommunhuvudort i Spanien.   Den ligger i provinsen Provincia de Palencia och regionen Kastilien och Leon, i den centrala delen av landet, 170 km norr om huvudstaden Madrid. Cevico de la Torre ligger 749 meter över havet och antalet invånare är 562.
Terrängen runt Cevico de la Torre är platt åt sydost, men åt nordväst är den kuperad. Cevico de la Torre ligger nere i en dal. Runt Cevico de la Torre är det mycket glesbefolkat, med 4 invånare per kvadratkilometer. Närmaste större samhälle är Palencia, 20,0 km nordväst om Cevico de la Torre. Trakten runt Cevico de la Torre består till största delen av jordbruksmark.